# Walburga Benninghaus

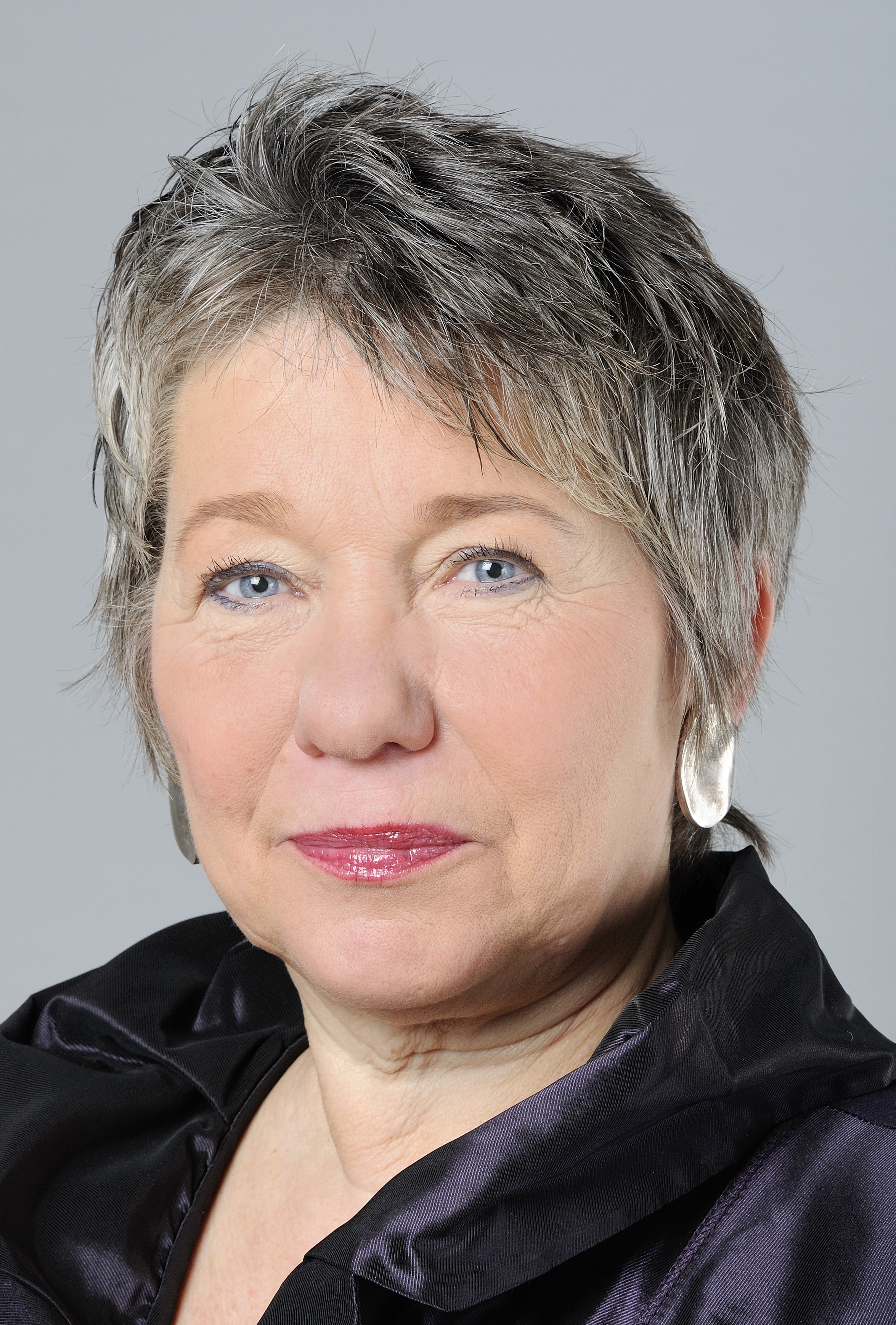
Walburga Benninghaus (2013)

Walburga Benninghaus (* 9. Januar 1955 in Düsseldorf) ist eine deutsche Sozialpädagogin. Sie war Abgeordnete im Landtag von Nordrhein-Westfalen (SPD) von 2012 bis 2017.

## Biografie
Walburga Benninghaus absolvierte ein Studium der Sozialpädagogik mit Abschluss als Diplom-Sozialpädagogin. Sie arbeitet als Sozialpädagogin in der Ausbildung junger Erwachsener.

## Politik
Walburga Benninghaus trat in den 1980er-Jahren in die SPD ein. Sie gehört dem Rat der Stadt Düsseldorf seit 1992 an, seit September 2009 als stellvertretende Fraktionsvorsitzende ihrer Partei. Bei der Landtagswahl in Nordrhein-Westfalen 2012 errang sie ein Direktmandat im Landtagswahlkreis Düsseldorf IV. Bei der folgenden Wahl verlor sie den Wahlkreis an Peter Preuß.